# Maria Müller-Lussnigg
Maria Müller-Lussnigg (* 1. Jänner 1914 in Wien als Maria Aloisia Leopoldina Wilhelmina Roberta Lussnigg; † 30. November 2012 ebenda) war eine österreichische Schauspielerin, Radiomoderatorin und Schriftstellerin, die vor allem Kinder- und Jugendbücher schrieb. Ihre Schwester Wilhelmine „Willy“ Lussnigg (1909–1986) war ebenfalls eine Kinder- und Jugendbuchautorin.

## Leben und Karriere
Maria Müller-Lussnigg wurde am 1. Jänner 1914 als Tochter von Robert Lussnigg (1877–1948) und dessen Gattin Anna geborene Sauerwald von Hochland (1882–1975), mit dem Namen Maria Lussnigg in Wien geboren. Ihre Mutter war Lehrerin an der Volksschule Wien-Favoriten und heiratete am 11. Juni 1908 Robert Lussnigg, einen frommen Katholiken, der als Beamter und Musiker tätig war. Von 1925 bis 1937 etwa fungierte er als Direktor des Kontrollamtes für die niederösterreichische Landesregierung und war zudem Organist und Regens Chori in St. Rochus im dritten Wiener Gemeindebezirk Landstraße. Darüber hinaus war der Hofrat und Professor Mitglied des Wiener Männergesang-Vereins sowie Mitglied der KaV Norica Wien im ÖCV. Ihr Großvater mütterlicherseits war Wilhelm Sauerwald Ritter von Hochland (1838–1908), ein Berater und enger Vertrauter von Franz Joseph I., dem Kaiser von Österreich. Ihr Großvater fungierte unter anderem als Berichterstatter für Wien beim Berliner Kongress, der zwischen 13. Juni und 13. Juli 1878 in Berlin stattfand, und war zudem Administrativ-Direktor der bosnisch-herzegowinischen Landesregierung. Ihre Großmutter mütterlicherseits war Leopoldine Sauerwald von Hochland (1856–1939; geborene Trittenwein), die zuerst als Laufmädel arbeitete und später Direktrice im hochvornehmen Modesalon Spitzer wurde. Im Auftrag von Ernestine Spitzer (1836(?)–1897; geborene Schlesinger) fuhr sie regelmäßig mit der Bahn nach Paris, um dort besonders schöne Roben auszusuchen. Außerdem kleidete sie viele Aristokratinnen ein. Von ihrer Großmutter Maria, Lussniggs Großmutter soll es eine umfangreiche Korrespondenz sowie ein Schrifttum gegeben haben, was jedoch heute zum Teil als verschollen gilt. Rund viereinhalb Jahre vor ihrer Geburt kam im Jahre 1909 ihre Schwester Wilhelmine, Willy genannt, zur Welt. Auch sie arbeitete in späteren Jahren und auch noch kurz vor ihrem Tod als Kinder- und Jugendbuchautorin und war maßgeblich an der frühen Entwicklung der Katholischen Jungschar Österreichs beteiligt.
In noch jungen Jahren erhielt Maria Lussnigg, nach bestandener Matura, Schauspielunterricht bei Baronin Margarethe Hedwig Gertrud von Königswarther-Formes (1869–1942); ihre eigentliche Schauspielkarriere begann im Jahre 1933, als sie am Wiener Burgtheater, zu dem sie als Elevin kam, debütierte und danach an verschiedene deutsche und Schweizer Bühnen ging. So kam sie unter anderem am Innsbrucker Stadttheater, am Stadttheater St. Gallen, am Wiener Volkstheater oder in den Wiener Kammerspielen zum Einsatz, wo sie als „jugendliche Heldin und Sentimentale“ überzeugt haben soll. Noch vor dem Zweiten Weltkrieg arbeitete sie als Sprecherin und Moderatorin bei Radio Wien, einem frühen Mittelwellensender der Radio Verkehrs AG (RAVAG), dem Vorgänger des ORF.
Ihr Ehemann Paul Müller, dessen Nachnamen sie auch angenommen hatte und fortan einen Doppelnamen trug, war ein Berliner Musiklehrer und Organist und fiel 1943 an der russischen Front in Stalingrad. Mit ihm hatte sie die beiden Kinder Volker Johannes Müller (* 1941), ein späterer Musiker (Bratschist), der als Kultursenator in Mainz tätig war, sowie die Tochter Kristin Angelika Müller (* 1942), später Professorin für Romanistik an der Universität Salzburg, die sie fortan alleine erzog. Auch nach dem Zweiten Weltkrieg arbeitete Müller-Lussnigg wieder im Rundfunk; diesmal von 1950 bis zur Auflösung 1955 beim US-amerikanisch kontrollierten Radiosender im besetzten Nachkriegsösterreich Rot-Weiß-Rot. Dort gestaltete sie unter anderem die zwei Sendereihen "Ein Wort an die Mütter" und "Kinder, hört zu".
Vor allem in den 1950er Jahren trat sie auch als Schriftstellerin in Erscheinung und schrieb dabei vor allem Kinder- und Jugendbücher. Daraus entstand eine enge Zusammenarbeit mit Margh Malina (1923–2010), mit der sie zahlreiche Werke herausgab. Dabei entstanden diverse Sagenspiele mit Bezug auf die verschiedenen österreichischen Bundesländer. Hervorzuheben ist auch Müller-Lussniggs soziales und humanitäres Engagement; so begann sie unter anderem im Alter von 60 Jahren mit ihrer Tätigkeit für Amnesty International, wobei sie Flugblätter verteilte, Spenden sammelte oder Protestbriefe schrieb. Weiters besprach sie bis Ende der 1990er bzw. bis in die frühen 2000er Jahre Kassetten mit anspruchsvoller Literatur für die Hörbücherei des Österreichischen Blinden- und Sehbehindertenverbandes. Bis in ihr 97. Lebensjahr besuchte sie noch regelmäßig einen Lateinkurs für Senioren. Im Laufe der Jahre wurde Müller-Lussnigg mehrfach geehrt und ausgezeichnet. Dabei erhielt sie unter anderem das Goldene Verdienstzeichen der Republik Österreich und als eine der ersten Frauen weltweit, den vom Papst verliehenen Silvesterorden. Am 21. Mai 2002 wurde dem Mitglied von Amnesty International und des Hauses des Friedens das Goldene Verdienstzeichen des Landes Wien verliehen, das sie am 4. November 2002 entgegennahm.
Rund einen Monat vor ihrem 99. Geburtstag starb Müller-Lussnig am 30. November 2012 in ihrer Heimatstadt Wien, in der sie auch ihren Lebensabend verbrachte. Bis zuletzt wohnte sie in der Beatrixgasse 26 im dritten Wiener Gemeindebezirk Landstraße.

## Werke (Auswahl)
- 1954: 1:0 für Fitschi. Ein Roman für Kinder (mit Margh Malina)
- 1954: 2+2 sind noch nicht 4. Ein Roman für Kinder
- 1955: Die Gnad‘ Gottes am Kahlenberg. Sagenspiel (mit Margh Malina)
- 1955: Das Kipfelspiel. Nach einer Sage um die Entstehung des Wiener Kipferls anno 1529 (mit Margh Malina)
- 1955: Die tapfere Magd. Sagenspiel aus Vorarlberg für die Weihnachtszeit (mit Margh Malina)
- 1955: Die Sache mit der Unterschrift. Roman einer Firmung mit Hindernissen (mit Margh Malina)
- 1955: Der Rattenfänger von Korneuburg. Spiel um eine niederösterreichische Sage (mit Margh Malina)
- 1956: Die Nymphe von Gleichenberg. Sagenspiel aus der Steiermark (mit Margh Malina)
- 1956: Das Spiel vom unbekannten Sänger. Sagenspiel aus Oberösterreich (mit Margh Malina)
- 1958: Das Edelweiß aus den Mondbergen oder Die Gabe der Mondprinzessin. Spiel um eine Sage aus den Dolomiten

## Auszeichnungen und Ehrungen (Auswahl)
- Silvesterorden
- Goldenes Verdienstzeichen der Republik Österreich
- 2002: Goldenes Verdienstzeichen des Landes Wien